# Heelys

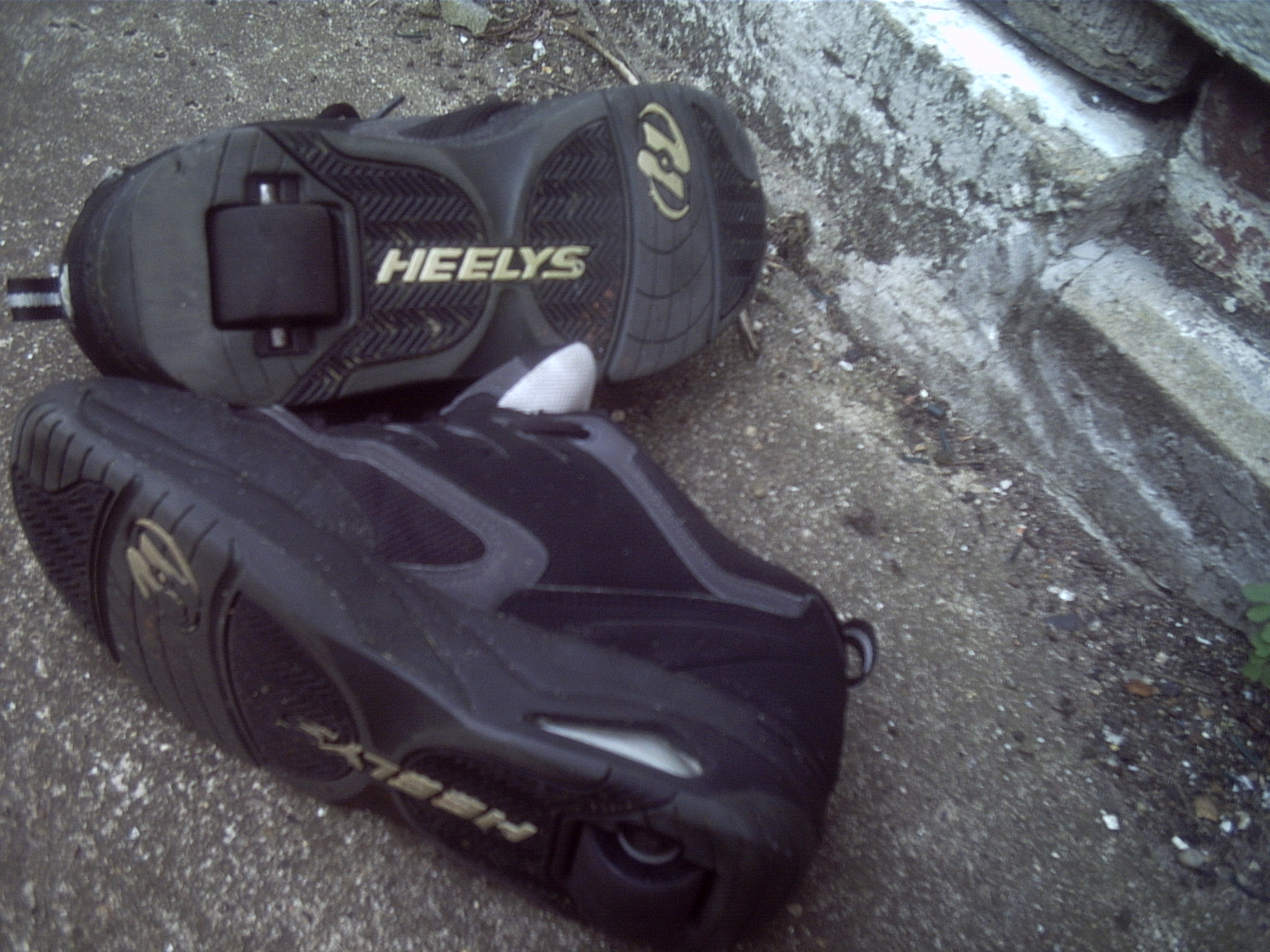
Heelys cipő

A Heelys egy cipőmárka, mely a guruló cipőiről nevezetes. A szó az angol heel (jelentése: sarok) szóból ered.
Heeling a sportág neve, ami Heelys-szel való gurulást jelent, (lehetséges fordítása: sarkazás). A magyar nyelvben a Heelys-t leginkább mint gurulócipő, gurulóscipő terjedt el.

## Története
A Heelys-t egy Roger Adams nevezetű amerikai középkorú úriember találta ki. Kaliforniában a tengerparton üldögélve nosztalgikus hangulatban bámulta a gyerekeket, amint görkorcsolyáznak, s ekkor született meg fejében a Heelys, azaz az egygörgős "korcsolya" ötlete.
Visszatért a gyökerekhez, a korcsolyához (hisz gyermekként már nagyon fiatalon megtanult görkorcsolyázni) és 2 évig kísérletezett otthon a garázsban. Először egy vajazókéssel esett neki egy sportcipő sarkának, hogy helyet csináljon egy görgőnek. A fejlesztés során az utcabéli gyerekeken próbálta ki a prototípusokat, az ötlet működött, a gyerekek imádták.
1998-ban megalakította a Heeling Sports Limited-et.
Az első pár Heelys-ek 2000 novemberében kerültek a boltokba Amerikában, azóta exponenciálisan növekszik az értékesítés. Eddig már több, mint 5 millió pár cipőt adtak el.
Az amerikai piacok után Japán meghódítása következett, majd 2005-ben az európai terjeszkedés került a fókuszba, ennek része a magyar termékbevezetés is.
Magyarországon 2005 márciusában került bemutatásra a termék a Nemzetközi Sport Kiállításon a BNV területén. Az első pár Heelys-ek 2005 május végén kerültek kiskereskedelmi forgalomba